# Distretto di Cusipata
Il distretto di Cusipata è uno dei dodici distretti della  provincia di Quispicanchi, in Perù. Si trova nella regione di Cusco.